# Cirey-lès-Mareilles
Cirey-lès-Mareilles – miejscowość i gmina we Francji, w regionie Grand Est, w departamencie Górna Marna.
Według danych na rok 1990 gminę zamieszkiwało 109 osób, a gęstość zaludnienia wynosiła 7 osób/km².